# Carl Fredrik von Röök
Carl Fredrik von Röök, född 11 maj 1725 i Stockholm, död 2 april 1793 i Gårdeby församling, Östergötlands län, var en svensk militär. Han var far till Lars Jacob von Röök och bror till Nils von Röök (1712-1775). 

## Biografi
Carl Fredrik von Röök föddes 1725 i Stockholm. Han var son till kamreren Jakob Andersson Röök och Elisabet Cederholm. von Röök blev 29 december 1736 volontär vid fortifikationen och 6 augusti 1741 underkonduktör vid fortifikationen.
Röök var fortifikationsofficer i fransk tjänst 1744–1748, blev major 1762 och överste 1773. Han var den som 1772 ledde mätningarna inför byggandet av Göta kanals sträckning genom Östergötland. Han erhöll tyskt adelskap 1763 och blev naturaliserad svensk adelsman 1773 och introducerad 1776 som von Röök, ätt nr 2096. von Röök var amatörmusiker (violinist) och invaldes som ledamot nr 82 av Kungliga Musikaliska Akademien den 28 mars 1782.

### Familj
von Röök gifte sig 1 januari 177 i Åkerby med Elisabet Märta Låsbom (1749–1804), dotter till lagmannen Lars Gunnarsson Låstbom och Anna Bergenstråhle. De fick tillsammans barnen lagmannen Gustaf von Röök (1773–1852), majoren Carl Fredrik von Röök (1776–1851) och hovintendenten Lars Jacob von Röök (1778–1867).